# Why a Duck?

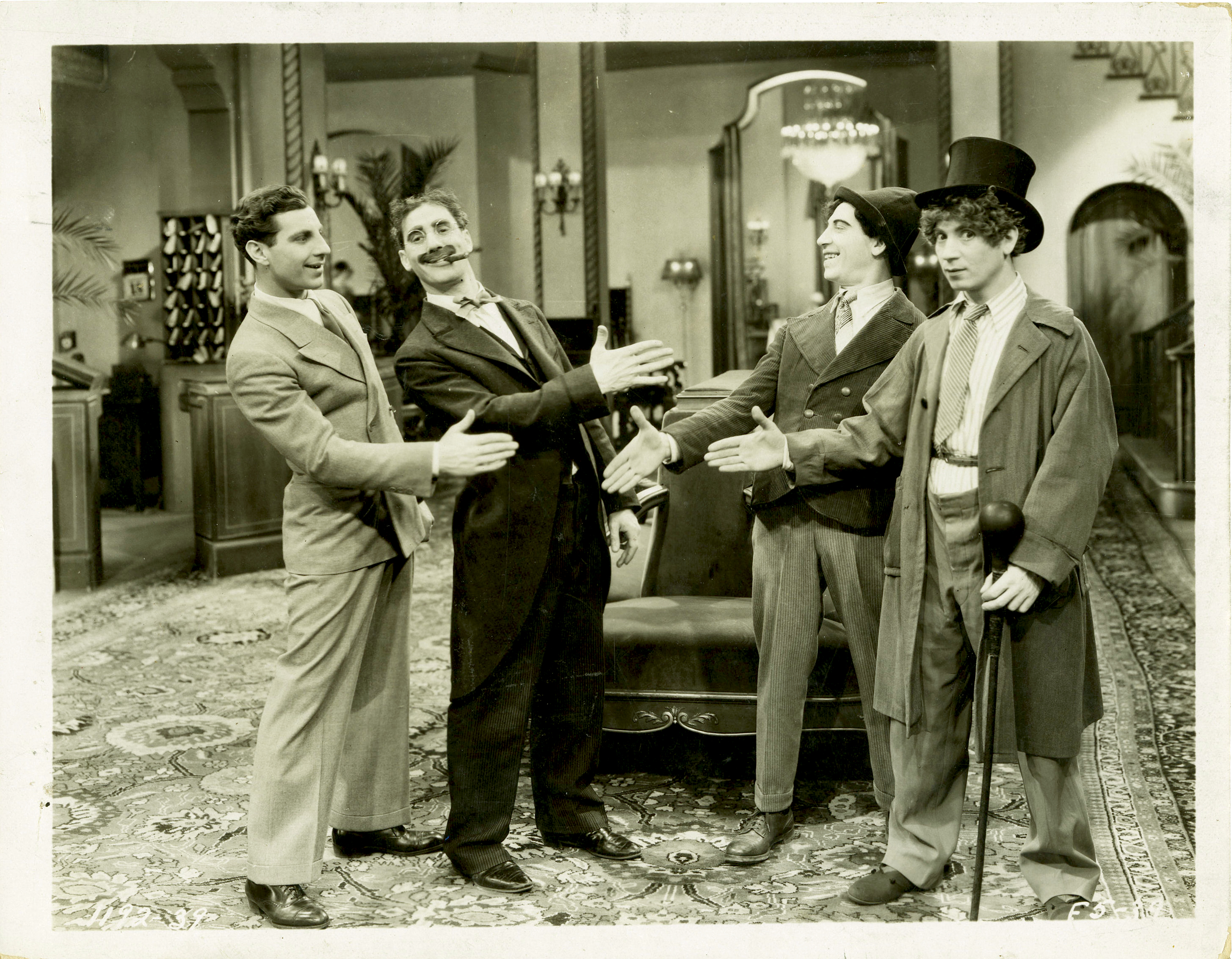
Photographie promotionnelle du film The Cocoanuts (Noix de Coco), 1929.

Why a Duck? (Pourquoi un canard ?) est un sketch extrait du film des Marx Brothers Noix de coco (1929), dont le caractère comique repose en grande partie sur des homophonies spécifiques de la langue anglaise et ne peut donc être restitué par simple traduction.

## Contexte scénographique
Dans une scène où le gérant de l'Hotel de Cocoanut, Mr Hammer (Groucho Marx) tente d'expliquer son projet immobilier à Chico en commentant une carte géographique, Hammer signale un viaduc reliant le continent à une péninsule. Le personnage de Chico est un immigrant italien maîtrisant mal l'anglais : sa compréhension rudimentaire le conduit à interpréter les phrases prononcées au pied de la lettre et sa diction est fragmentée, avec une tendance à intercaler la syllabe « ah » entre les mots. C'est ainsi qu'il comprend — et répète — [Ah] - why a duck (waɪ ə dʌk, pourquoi un canard) au lieu de [a] viaduct (vaɪədʌkt, viaduc). Dans un premier temps, au lieu de la phrase, perçue comme interrogative « Why a duck? », son interlocuteur entend « [Ah] vhya dock » (compris How are you doc?), ce qui donnerait approximativement en français « Comment ça [un] viadoc ? » (compris : « Comment ça va doc ? ») et répond par conséquent : « I'm all right, how are you? » (« Pas mal et vous ? »).
Il s'ensuit un long quiproquo, Chico demandant alors : Why a no chicken? (Pourquoi - ah - pas poulet ?), I catch ona why a horse (J'pige que pourquoi - ah - cheval), et ainsi de suite. 
Why a Duck? est une scène culte pour tous les admirateurs des Marx Brothers à tel point qu'elle a été choisie comme éponyme d'une anthologie de leurs meilleures répliques publiée par Richard Anobile et préfacée par Groucho Marx. La scène du film reprend une routine de la pièce de théâtre dont il est tiré, qui ne figurait pas dans le scénario original de George Kaufman et Morrie Ryskind, mais qui en devint partie intégrante au terme d'improvisations à succès des frères Marx,. Nonobstant l'atmosphère d'improvisation, la scène dut être tournée à plusieurs reprises en raison de problèmes de prise de son,.

## Le thème du canard

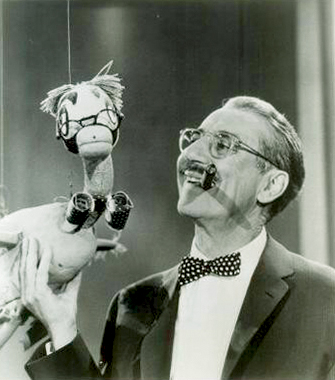
Groucho et le canard de You Bet Your Life.

Le canard devient par la suite un thème récurrent tout au long de la carrière des Marx Brothers et surtout de celle de Groucho. Son pas de danse se nomme the duck walk (le pas du canard), et dans son jeu télévisé You Bet Your Life (en), un canard en peluche ressemblant à Groucho tombe du plafond pour distribuer leur récompense aux concurrents qui prononceraient le mot secret du jour,,,. Les canards sont les seuls animaux à interpréter les répliques de la chanson Everyone Says I Love You (Tout le monde dit je t'aime) du quatrième film des Marx Brothers, Plumes de cheval et leur cinquième film s'intitule La Soupe au canard.